# 浙江省春晖中学
浙江省春晖中学位于浙江省绍兴市上虞区白马湖畔，为浙江省一级重点中学。其由经亨颐策划，当地富商陈春澜捐资创建，创办于民国十年（1921年）。二十年代初，朱自清、夏丏尊、丰子恺等曾执教于此。
现今春晖中学现有65个班级，在校师生3400余人（包括春晖外国语学校），校园面积35万平方米，建筑面积约10.8万平方米。校内早期建筑包括一字楼、科学馆、图书馆、曲院等，各建筑间均有长廊相连，保存较好，同时在学校的北门外侧还有当年经亨颐校长所居“长松山房”，丰子恺所居“小杨柳屋”，夏丏尊所居“平屋”等建筑。
早年春晖中学曾有夏丏尊、朱自清、朱光潜、丰子恺、刘薰宇、张孟闻、范寿康等名师先后执教，开创了浙江中学男女同校的先河，有“北南开，南春晖”之说。

## 学校历史
1919年12月2日，成立私立春晖中学校董会，陈春澜担任校主。1920年1月，春晖中学校董会推经亨颐为首任校长，定址白马湖。1922年9月10日开学，首批新生57人，同时招收附小学生8人。2008年10月18日，一百周年校庆。

## 學校象徵
- 校训：与时俱进
- 早期教育方针：实事求是
- 早期寻学方针：勤劳俭朴
- 办学理念：“以人为本，重在发展”
- 教风：“读书即生活，教育即创造”
- 学风：“读书，做人”
- 校歌为唐代诗人孟郊的游子吟，并由丰子恺作曲。

## 历任校长
- 经亨颐（1920年－1926年）
- 范壽康（1927年－1930年）
- 黄树滋（1930年－1935年）
- 经亨颐（1935年－1938年）
- 宋崇义（1938年－1940年）
- 周巽和（1940年－1941年）
- 徐如愿（1941年－1949年）：在泰岳寺战时中学任职
- 李文政（1943年－1944年）
- 袁绪英（1944年－1945年）
- 张革（1945年－1945年）
- 胡玉堂（1949年－1954年）
- 马涛驹（1954年－1962年）
- 孔令中（1962年－1967年）
- 沈乃福（1967年－1978年）
- 戴叔千（1978年－1983年）
- 陶家尧（1983年－1984年）
- 何凤皋（1984年－1987年）
- 杜培荣（1987年－1988年）
- 章启天（1988年－1990年）
- 章宝土（1990年－1992年）
- 潘守理（1992年－2004年）
- 李培明（2004年－现任）

## 知名校友

### 学术
- 陈宜张：中国科学院院士
- 景益鹏：中国科学院院士
- 戴高良：德国联邦物理技术研究所永久科学家
- 郑立荣：瑞典皇家理工学院教授
- 石雨江：美国哈佛大学教授
- 戴强：春晖中学84届学生，北京大学物理系本科，美国斯坦福大学物理学和金融学博士。现在北卡罗来纳大学任教，并在斯坦福大学和纽约大学讲授金融学。

### 文学艺术
- 谢晋：著名电影导演
- 黄源：著名作家

### 政治和社会运动
- 胡愈之：全国人大常委会副委员长
- 胡德华：全国妇联书记处书记
- 陈洲其：全国政协人口资源环境委员会副主任
- 张秋野：联合国基金会Girl Up项目中国学生领袖

### 企业
- 陈祥兴：现代著名企业家，曾任南京无线电厂厂长

### 其它
- 王承德：全国特级劳模
- 宋兴尧：海军水文学家
- 严银江：优秀指挥官
- 叶联英：运动健将
- 张建平：知名物理老师